# Castell de Betzdorf
El castell de Betzdorf (en luxemburguès: Betzder Schlass; en francès: Château de Betzdorf), és un antic castell del Gran Ducat de Luxemburg, situat a Betzdorf, a l'est del país.
És la seu de l'empresa SES S.A., un operador de telecomunicacions dels més grans del món en termes d'ingressos i el major component del principal LuxX Index de la Borsa de Luxemburg. Es troba al nord-oest de Betzdorf, junt a la línia 30 del ferrocarril del nord. Des de la seva adquisició, la companyia ha construït un gran centre comercial i industrial al voltant del castell.
No ha de confondre's amb el castell de Berg situat en el poble proper de Colmar-Berg, que serveix com a capçalera municipal de Betzdorf.

## Història
El castell va ser la residència del Gran Duc hereu Joan i la seva esposa Josepa Carlota de Bèlgica, del 9 d'abril de 1953, fins al 16 de novembre de 1964, quan va succeí en el Gran Ducat després de la dimissió de la Gran Duquessa Carlota. Tots els fills del matrimoni de Joan i de Josepa Carlota van néixer al castell de Betzdorf: 
- Princesa Maria Astrid (nascuda el 17 de febrer 1954)
- Gran Duc Enric (nascut el 16 d'abril 1955)
- Príncep Joan i la princesa Margarida (bessons nascuts el 15 de maig de 1957)
- Príncep Guillem (nascut l'1 de maig 1963)

Després de ser utilitzat com a residència vacacional de la família del nou Gran Duc, el castell es va convertir en una llar d'ancians, que va romandre fins al 1982. Al juliol d'aquest any, el castell va servir com a campament base per a 3.000 Escoltes a la celebració del 75 aniversari de la fundació del moviment. Posteriorment, es va deixar buit fins que va ser comprat per SES el 1986 i va començar un treball de reconstrucció per a transformar-lo en la seva seu.